# Lanvallay
Lanvallay ist eine Gemeinde mit 4235 Einwohnern (Stand 1. Januar 2022) und ein typischer Fremdenverkehrsort in der Bretagne in Frankreich. Sie ist seit 1990 die Partnergemeinde von Wangenbourg-Engenthal im Elsass. Die Einwohner nennen sich „Cotissois“.

## Geschichte
Lanvallay ist seit 1790 eine eigenständige Gemeinde. Am 1. Januar 1973 wurden die Gemeinden Tressaint und Saint-Solen eingemeindet. Tressaint hatte schon einmal von 1807 bis 1828 zu Lanvally gehört.
| Bevölkerungsentwicklung | Bevölkerungsentwicklung | Bevölkerungsentwicklung | Bevölkerungsentwicklung | Bevölkerungsentwicklung | Bevölkerungsentwicklung | Bevölkerungsentwicklung | Bevölkerungsentwicklung | Bevölkerungsentwicklung |
| ----------------------- | ----------------------- | ----------------------- | ----------------------- | ----------------------- | ----------------------- | ----------------------- | ----------------------- | ----------------------- |
| Jahr                    | 1968                    | 1975                    | 1982                    | 1990                    | 1999                    | 2007                    | 2014                    |                         |
| Einwohner               | 2274                    | 2901                    | 3307                    | 3310                    | 3069                    | 3409                    | 3986                    |                         |

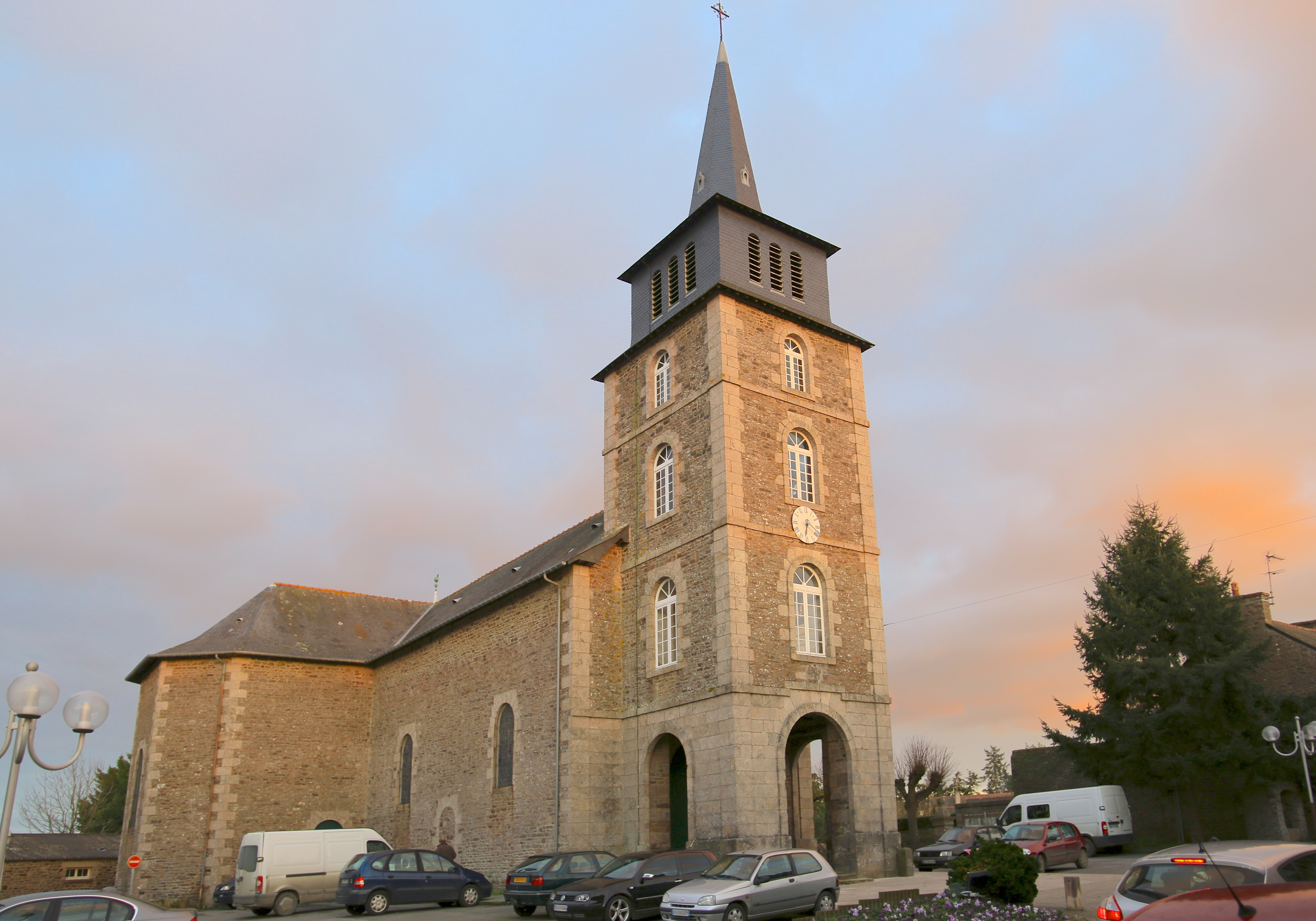
Kirche Saint-Méen
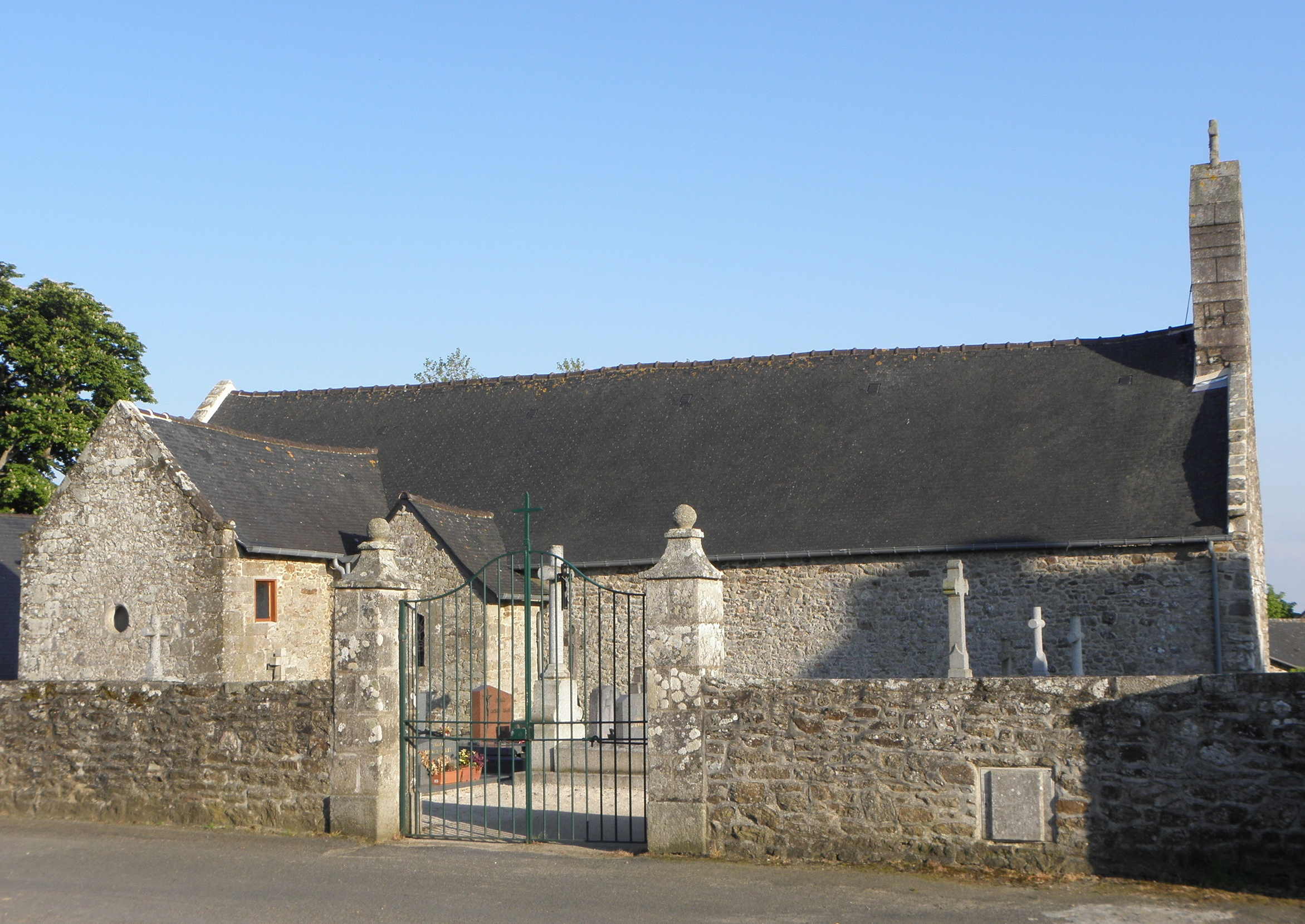
Kirche Saint-Jacques und Saint-Philippe

## Baudenkmäler
Siehe: Liste der Monuments historiques in Lanvallay

## Nachweise
1. ↑  INSEE Erhebung 2007 (Seite nicht mehr abrufbar, festgestellt im April 2019. Suche in Webarchiven)  Info: Der Link wurde automatisch als defekt markiert. Bitte prüfe den Link gemäß Anleitung und entferne dann diesen Hinweis.